# Burg Adorf
Die Burg Adorf ist eine abgegangene Wasserburg in Adorf, einem Ortsteil der Gemeinde Diemelsee im nordhessischen Landkreis Waldeck-Frankenberg. Sie befand sich in der Ortsmitte. Von ihr sind heute nur noch wenige Reste der Ringmauer vorhanden. Westlich von ihr befand sich die Steffenburg.

## Geschichte

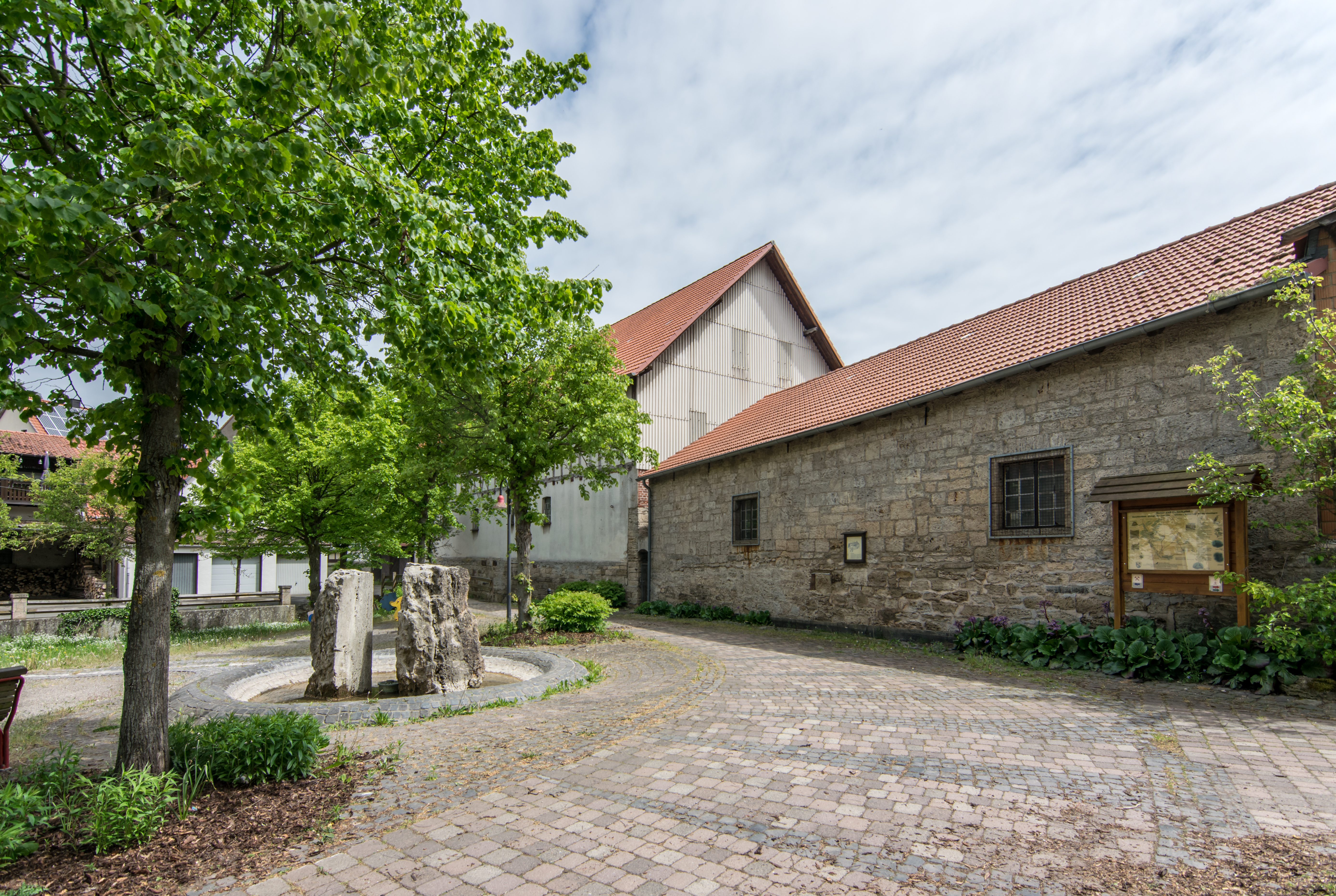
Platz der ehemaligen Burg

Bereits 1120 wurde das Dorf Adorp erstmals urkundlich erwähnt, als Graf Erpo von Padberg seinen Besitz dem Kölner Erzbischof Friedrich zu Lehen auftrug. Der Besitz des Dorfes Adorf war danach zwischen dem Erzbistum Köln und den Grafen von Waldeck lange umstritten. 1228 wurde mit Bruno von Athorpe eine Ritterfamilie erwähnt, die  Burgmannen auf der Burg Waldeck waren. 1326 wurde mit Hermann von Adorf (erwähnt zwischen 1310 und 1360) ein Burgbesitzer erwähnt, der ein Zweig derer von Padberg waren. Er und seine Brüder Johann, Knappe und Ratsherr von Marsberg, Dietrich, Abt von Bredelar und Werner, Domherr zu Paderborn, sind die ersten, die sich als Padberger Zweig nach Burg und Dorf Adorf benennen.
Vermutlich im 13. Jahrhundert, das genaue Datum ist nicht bekannt, erbauten die Herren von Athorpe ein mit Wassergräben gesichertes Steinhaus, eine Kemenate. Die Gräben wurden von der Wirme mit Wasser versorgt. Die von Athorpe verließen Adorf jedoch schon bald und zogen nach Marsberg. Im Jahr 1368 werden die Herren von Dalwigk als Besitzer der Kemenate erwähnt. 1463 war Johann von Huck Besitzer des Burggutes, und die Waldecker Grafen kauften die kleine Burg 1468 von ihm. 1688 belehnten sie den Hessen-Kasseler Vizekanzler in Marburg, Hermann von Vultejus, mit dem Gut. Das Burggut, bestehend aus der „alten Burg“ und der „neuen Burg“ (dem sog. Vorwerk), umfasste damals das Wohnhaus, eine Branntweinbrennerei, ein Brauhaus, Scheunen, Stallungen sowie einen Küchengarten und einen Fischteich, die mit der Ringmauer umgeben waren.
1816 wurde  die Burg mit dem dazugehörigen landtagsfähigen Gut von Carl von Vultée an Heinrich Christian Graubner verkauft. Die Wassergräben wurden zugeschüttet, die Befestigungen und das Burghaus abgebrochen. Anstelle der Burg wurde ein Herrenhaus erbaut. Nach dessen Konkurs 1826 übernahm sein Schwiegersohn Carl Dieterichs das Gut und verkaufte dies 1835 an Conrad Clemens. Nach 1860 war dieses im Besitz der Freiherren von Elverfeldt, die ihren Sitz auf Schloss Canstein hatten. Später wurde das Burggut aufgeteilt.